# Sphenophryne thomsoni
La rana sdentata di Thomson, (Sphenophryne thomsoni, Boulenger, 1890), è l'unica specie di rana appartenente al genere Sphenophryne della sottofamiglia Asterophryinae della famiglia Microhylidae.

## Descrizione

Areale della specie

Questa specie misura circa dai 30 ai 38 mm. La sua schiena è di color marrone rosato e nerastro.

## Distribuzione e habitat
Questa specie è endemica della Papua Nuova Guinea. Abita i territori dell'est, sulle Isole Woodlark, le isole Louisiades e nelle Isole di D'Entrecasteaux. Vive fino ad un massimo di 500 m di altitudine.